# Josef Güttler
Josef Güttler (* 25. März 1895 in Augsburg; † 30. März 1975 in Burgebrach) war ein deutscher Politiker.

## Werdegang
Güttler besuchte die Volksschule in Augsburg und Burgebrach und in den Jahren 1908 bis 1910 die landwirtschaftliche Winterschule in Bamberg. Von 1915 bis 1918 leistete er Kriegsdienst beim Bayerischen 11. Feld-Artillerie-Regiment und wurde mit dem Eisernen Kreuz II. Klasse ausgezeichnet. Von 1928 an war er in Burgebrach als Bäckermeister selbständig.
Politisch war Güttler in der katholischen Burschen- und Jungbauernbewegung und im oberfränkischen Bauernverein aktiv. Von 1925 an gehörte er der Bezirksbauernkammer an, in den Jahren 1928/29 dem Bezirkstag und von 1929 bis 1933 dem Gemeinderat von Burgebrach. Im Zuge der Gleichschaltung des Bayerischen Landtags rückte er im April 1933 als Abgeordneter der Bayerischen Volkspartei in das Parlament nach. Im Zweiten Weltkrieg nahm er als Soldat teil. Nach Ende des Krieges wurde er Mitglied der CSU und war für diese bis 1948 Mitglied des Gemeinderats und 2. Bürgermeister von Burgebrach. Von 1946 bis 1972 war er Mitglied des Kreistags von Bamberg-Land und zudem auch noch stellvertretender Landrat. Von 1948 bis 1958 war er 1. Bürgermeister von Burgebrach. In seiner Heimatgemeinde war er zudem CSU-Ortsvorsitzender und Geschäftsführer der Raiffeisenkasse.

## Ehrungen
- 1967: Verdienstkreuz 1. Klasse der Bundesrepublik Deutschland